# امیرمحمد محکم‌کار
امیرمحمد محکم‌کار (زادهٔ ۲۹ آذر ۱۳۸۰) بازیکن فوتبال اهل ایران است. وی هم‌اکنون به عنوان هافبک هجومی برای باشگاه فوتبال شمس‌آذر در لیگ برتر فوتبال ایران بازی می‌کند.

## عملکرد باشگاهی

### سپاهان
محکم کار اولین بازی خود را برای باشگاه فوتبال سپاهان در بازی هفته سیزدهم لیگ برتر فوتبال ایران در فصل ۲۲–۲۰۲۱ برابر باشگاه فوتبال شهر خودرو انجام داد و در حالی که فرشاد احمدزاده را تعویض کرد .